# Réserve naturelle provinciale Daisy Lake Uplands
La réserve naturelle provinciale Daisy Lake Uplands (anglais : Daisy Lake Uplands Provincial Park) est une réserve naturelle de l'Ontario (Canada) située à Grand Sudbury. Elle a pour but de protéger une partie du paysage de Sudbury qui a été perturbé par l'activité minière des 100 dernières années.